# Dirty Diana
"Dirty Diana" é uma canção do cantor Michael Jackson, gravada para o seu sétimo álbum de estúdio, Bad, lançado em 31 de agosto de 1987. A canção ficou em 1º lugar na Billboard.

## Música
Michael contratou o renomeado guitarrista Steve Stevens para tocar nessa canção. Muito se especulou que Michael se referia a Diana Ross ou até mesmo a Princesa Diana. Entretanto, durante uma entrevista divulgada na edição especial de Bad em 2001, Quincy Jones revelou que a Diana da música era na verdade a personificação das fãs que não deixam Michael em paz.
Durante a metade dos concertos da Bad World Tour a princesa Diana foi assistir a um show de Jackson, mas antes do show a princesa perguntou para Michael se ele ia cantar "Dirty Diana". Jackson respondeu que não porque temia que ela se sentisse ofendida. No entanto ela alegou que adorava a música e que jamais se sentiria ofendida, sendo ele um artista multitalentoso. 

## Videoclipe
O videoclipe de "Dirty Diana" nada mais é que uma simulação de performance ao vivo da música em 1988. No vídeo também há cenas de uma mulher caminhando, posteriormente revelou ser a modelo Lisa Dean.

## Atuações ao vivo
"Dirty Diana" foi interpretado nos concertos da turnê Bad World Tour desde 1988. Iria ser executada no concerto real de Brunei da Dangerous World Tour, porém foi removida do setlist.

## Covers
- Em 2009, Alexis Grace interpretou a canção na primeira semana da oitava temporada de American Idol.
- Em 2010, o grupo-pop Project Dirty com Rhett Fisher (conhecido por interpretar Ryan em Power Rangers: Lightspeed Rescue) no vocal, interpretou essa canção.
- Em 2011, Christina Aguilera cantou essa música no "Michael Forever Tribute Concert".
- Em 2012, The Weeknd Regravou esta música em seu album compilado  Trilogy
- Em 2014, a banda de hard rock estadunidense Shaman's Harvest regravou a música e ela está presente no álbum de estúdio deles Smokin' hearts & Broken Guns.[4]
- Em 2015, Kimberly Nichole interpretou a música durante a sua performance no Top 6 da oitava temporada do reality show americano The Voice
- Em 2016, a banda Evanescence inseriu a música na turnê de retorno da banda.

## Faixas e formatos

### Lançamento original
1. "Dirty Diana" – 4:40
2. "Dirty Diana" (Instrumental) – 4:40

### SingleVisionary
Lado CD
1. "Dirty Diana" - 4:40
2. "Dirty Diana" (Instrumental) – 4:40

Lado DVD
1. "Dirty Diana" (Vídeo musical)

### Misturas
1. Versão do álbum - 4:52
2. Versão do single - 4:40
  - Esta versão substitui a original no lançamento do álbum.
3. Instrumental - 4:40

## Desempenho nas paradas musicais

### Posições
| Parada musical (1988)                           | Melhor posição |
| ----------------------------------------------- | -------------- |
| Austrália - Australian Singles Chart            | 27             |
| Áustria - Austrian Singles Chart                | 5              |
| Bélgica - Belgium Singles Chart                 | 1              |
| Canadá - Canadian Singles Chart                 | 7              |
| Dinamarca - Danish Singles Chart                | 3              |
| Países Baixos - Dutch Singles Chart             | 2              |
| Europa - Eurochart Hot 100 Singles              | 1              |
| França - French Singles Chart                   | 9              |
| Alemanha - German Singles Chart                 | 3              |
| Irlanda - Irish Singles Chart                   | 3              |
| Israel - Israeli Singles Chart                  | 1              |
| Itália - Italian Singles Chart                  | 6              |
| Nova Zelândia - New Zealand RIANZ Singles Chart | 5              |
| Suíça - Swiss Singles Chart                     | 3              |
| Reino Unido - UK Singles Chart                  | 4              |
| Estados Unidos - Billboard Hot 100              | 1              |
| Parada musical (2009)                           | Melhor posição |
| Áustria - Austrian Singles Chart                | 22             |
| Dinamarca - Danish Singles Chart                | 5              |
| Alemanha - German Singles Chart                 | 22             |
| Irlanda - Irish Singles Chart                   | 27             |
| Noruega - Norwegian Singles Chart               | 17             |
| Suécia - Swedish Singles Chart                  | 29             |
| Suíça - Swiss Singles Chart                     | 13             |
| Reino Unido - UK Singles Chart                  | 26             |

## Créditos
- Escrito, composto, vocais, arranjos vocais e instrumentais por Michael Jackson
- Produzido por Michael Jackson e Quincy Jones
- Arranjos rítmicos por Michael Jackson, John Barnes e Jerry Hey
- Arranjos de sintetizadores por Michael Jackson, Quincy Jones e John Barnes
- Arranjos de corda por John Barnes
- Solo de guitarra por Steve Stevens, conhecido por ser parceiro do cantor Billy Idol em seus discos solo.